# Сборная Лаута по гэльским играм
Сборная Лаута по гэльским играм, как орган управления — Лаутский совет Гэльской атлетической ассоциации или Совет графства Лаут при Гэльской атлетической ассоциации (англ. Louth County Board of the Gaelic Athletic Association / Antrim GAA, ирл. Cumann Lúthchleas Gael, Coiste Chontae an Lú / CLG Coiste Chontae an Lú), транслитерированное название Лаут ГАА — команда графства Лаут, выступающая в соревнованиях Гэльской атлетической ассоциации. Относится к числу 32 команд графств острова Ирландия, заведует развитием гэльских игр в графстве Лаут как на уровне отдельных команд, так и всего графства.

## Зарождение
Первое упоминание о гэльском футболе на территории графства Лаут восходит к 1712 году, когда команды графств Лаут и Мит сыграли матч в Слейне. В Инишкине (графство Монахан), согласно фрагменту стихотворения 1806 года, также состоялся матч по футболу между жителями графств Лаут и Фермана.

## Гэльский футбол

### История
Первые успехи Лаута приходятся на 1910-е годы, когда команда выиграла дважды Всеирландский чемпионат. В преддверии мемориала Кроук 1913 года команда графства Лаут отправилась на тренировку в Дандолк под руководством футбольного тренера из Белфаста, и этот поступок очень удивил ГАА. На протяжении 30 лет полноценные тренировки в неделю стали обыденными для графства Лаут, а встречи игроков, происходившие по два или три раза на неделе, стали популярными. С 1945 по 1953 годы команды графств Лаут и Мит провели 13 встреч. В связи с ничейными результатами посещаемости даже возрастала: в 1951 году переигровка финала чемпионата провинции собрала 42 858 человек за стадионе — это было даже больше, чем на четырёхматчевой серии между Митом и Дублином в 1991 году. Противостояние с Митом считается одним из наиболее актуальных для Лаута в гэльском футболе: оно не иссякало никогда и даже оборачивалось скандалами (в 1998 году Грэм Джерати нанёс удар над перекладиной, который сначала судья не засчитал как результативный, но затем засчитал очко в пользу команды Мита).
В 1957 году команда выиграла третий Всеирландский чемпионат. Игравший в команде известный музыкант Дермот О’Брайан, который был её капитанам, даже опоздал на тот финал, но присоединился к команде чуть позже и помог команде выиграть финал против Корка: ещё в полуфинале он принял капитанство на игру против Тирона при травмированном капитане Пэтси Коулмене. Финал также ознаменовался тем, что Корк играл в синем, а Лаут в зелёном, потому как обе команды представляли разные провинции Ирландии, а их клубными цветами были красный и белый. Однако именно финал 1957 года стал последним успехом Лаута не только на всеирландских чемпионатах, но и на уровне провинции в целом: все 9 побед в чемпионате Ленстера были одержаны до 1957 года. Последующая череда неудач выбила Лаут из списка сильнейших команд на долгое время. В 2006—2009 годах команда под руководством Имона Макинени добилась определённого прогресса, выиграв Кубок О’Бирна в 2009 году и обыграв клуб Дублинского городского университета.
В октябре 2010 года к серии матчей по футболу по международным правилам между сборными Ирландии и Австралии в сборную Ирландии были вызваны игроки Лаута Падди Кинан и Киаран Бирн.

### Финал 2010 года
27 июня 2010 года в полуфинале чемпионата Ленстера против Уэстмита Лаут одержал победу со счётом 1-15 — 2-10 и впервые за полвека получил шанс побороться за титул чемпиона провинции. Противником по финалу стала команда Мита. Финал, состоявшийся 11 июля 2010 года, обернулся грандиозным скандалом, поскольку из-за ошибки судей был засчитан гол в ворота Лаута, что привело к поражению последних. Видеоповтор на телевидении показал, что гол, который приписал Джо Шеридану, не был забит по правилам — Шеридан, держа мяч в руках, по-регбийному затащил его в ворота, в то время как мяч можно было забивать в ворота, согласно правилам игры, или ногой, или сжатой в кулак рукой. Тем не менее, главный судья Мартин Сладден, посовещавшись с помощниками, засчитал гол. С финальным свистком на поле началось столпотворение: туда выбежали как персонал обеих команд, так и болельщики с трибун. Разгневанные фанаты Лаута бросились на судью, предприняв попытку избить его за решение, предрешившее во многом победу Мита — судью вывела полиция со стадиона, что попало на телеэкраны. Согласно свидетельствам, с трибун летели бутылки, после попадания одной из которых на землю упал стюард, а после попадания другой — игрок Мита Марк Уорд.
Скандал привёл к массовому обсуждению в ирландских СМИ: звучали как осуждения насилия на поле, так и призывы провести переигровку всего матча. В поддержку переигровки встречи высказались бывшие игроки сборной Мита Тревор Джилс и Бернард Флинн. Президент ГАА Кристи Куни заявил, что подобное событие стало переломным для всей ассоциации и прежде ему не приходилось с подобным сталкиваться, вследствие чего он пригрозил пожизненным запретом посещать матчи или участвовать в них всем лицам, которые пытались совершить на него нападение. На следующий день судья Мартин Сладден признал, что допустил ошибку, когда засчитал гол Джо Шеридана, однако Гэльская атлетическая ассоциация заявила, что переигровку из-за судейской ошибки произвести нельзя, согласно правилам турнира, и победа останется за Митом в любом случае. После встречи с представителями команды Мита руководство ГАА установило, что судья сначала хотел назначить пенальти в пользу Мита, однако когда мяч пересёк линию ворот, он тут же показал жестами взятие ворот. Представители Совета графства Мит по гэльским играм решили не предлагать переигровку и рассудили, что для них вопрос закрыт. Решение в ГАА приняли со смешанными чувствами: трёхкратный всеирландский чемпион и тренер Микки Харт в газете Evening Herald заявил, что графство Мит совершило серьёзную ошибку, поскольку у графства было много времени, чтобы всё обдумать и принять адекватное решение.
Графство Лаут заявило об ощущениях, что болельщиков и игроков попросту обманули, и раскритиковало официальный отчёт судьи, в котором арбитр утверждал, что сначала назначил пенальти, а потом передумал и засчитал гол, совершив ошибку — по словам лаутовцев, судья не имел права так поступать, в соответствии с правилами игры (пунктом 6.41). Видеоповторы показали, что игрок Мита Джо Шеридан, занося мяч в ворота и держа его в руках, нарушил правило 4.12, по которому такие действия по взятию ворот запрещались и трактовались как технический фол. Руководство Совета графства Лаут при Гэльской атлетической ассоциации осудил решения ГАА по поводу предоставить совету графства Мит решение о том, нужна ли переигровка или нет, даже не проконсультировавшись с судьёй и лишь узнав его личное мнение. Окончательное решение ГАА оставило в силе победу Мита в чемпионате Ленстера 2010 года. Лаут, потерпевший поражение в финале, автоматически прошёл в последний раунд всеирландской квалификации к финальному этапу Всеирландского чемпионата, но в матче 24 июля 2010 года проиграл Дублину и выбыл из борьбы.

### Достижения
Всеирландские турниры
- Всеирландские чемпионы: 1910, 1912, 1957
- Всеирландские чемпионы среди юниоров[англ.]: 1936, 1940
- Всеирландские чемпионы среди дублёров[англ.]: 1925, 1932, 1934, 1961
- Обладатели Кубка Томми Мёрфи[англ.]: 2006

Турниры Ленстера
- Чемпионы Ленстера: 9 раз (1909, 1910, 1912, 1943, 1948, 1950, 1953, 1957)
- Чемпионы Ленстера среди юниоров[англ.]: 8 раз (1931, 1935, 1936, 1940, 1941, 1942, 1951, 1953)
- Чемпионы Ленстера среди дублёров[англ.]: 10 раз (1910, 1912, 1925, 1928, 1932, 1934, 1946, 1957, 1961, 2009, 2010)
- Обладатели Кубка О’Бирна[англ.]: 4 раза (1963, 1980, 1990, 2009)
- Обладатели Кубка Оуэна Трэйси: 2006

Национальная футбольная лига Ирландии
- Победители 3-го дивизиона: 2011
- Победители 4-го дивизиона: 2016

### Текущий состав
- Менеджер[англ.]: Уэйн Киранс[англ.]

Заявка на матч против Мита на четвертьфинал чемпионата Ленстера, 4 июня 2017 года
| \| Номер \| Имя \| Позиция \| Клуб \| \| ----- \| ------------------- \| --------------------- \| ----------------------- \| \| 1 \| Крэйг Линч \| Вратарь \| Сент-Мартинс \| \| 2 \| Патрик Рат \| Правый корнер-бэк \| Дреднотс \| \| 3 \| Патрик Райлли \| Фулл-бэк \| Сент-Брайдс \| \| 4 \| Кевин Карр \| Левый корнер-бэк \| Ньютаун Блюз \| \| 5 \| Конал Маккивер \| Правый винг-бэк \| Клан На Гэл \| \| 6 \| Джон Бингэм \| Центр-бэк \| Сент-Мэрис \| \| 7 \| Даррен Маркс \| Левый винг-бэк \| Мэтток Рейнджерс[англ.] \| \| 8 \| Томми Дёрнин \| Полузащитник \| На Иэрхари \| \| 9 \| Джеймс Стюарт \| Полузащитник \| Дандолк Гэлс \| \| 10 \| Энтони Уильямс \| Правый винг-форвард \| Дреднотс \| \| 11 \| Порик Смит \| Центр-форвард \| Дреднотс \| \| 12 \| Беван Даффи \| Левый винг-форвард \| Сент-Фечинс \| \| 13 \| Рури Мур \| Правый корнер-форвард \| О’Райлис \| \| 14 \| Оуэн О’Коннор \| Фулл-форвард \| Сент-Патрикс \| \| 15 \| Райан Бёрнс \| Левый корнер-форвард \| Хантерстаун Роверс \| \| 16 \| Нил Галлахер[англ.] \| Вратарь \| Кули Кикэмс[англ.] \| \| 17 \| Курт Мёрфи \| Запасной \| Шон О’Мэхонис[англ.] \| \| 18 \| Даррен Макмэхон \| Запасной \| Сент-Мохтас \| \| 19 \| Кит Маклафлин \| Запасной \| Шон О’Мэхонис[англ.] \| \| 20 \| Джеймс Калифф \| Запасной \| Дреднотс \| \| 21 \| Джим Макинини \| Запасной \| Джеральдайнс[англ.] \| \| 22 \| Колм Джадж[англ.] \| Запасной \| Ньютаун Блюз \| \| 23 \| Конор Граймс \| Запасной \| Глен Эмметс \| \| 24 \| Джерард Максорли \| Запасной \| Дандолк Гэлс \| \| 25 \| Сэм Малрой \| Запасной \| Сент-Мартинс \| \| 26 \| Деклан Бирн \| Запасной \| Сент-Мохтас \| |                  |                       |                    |
| Номер | Имя              | Позиция               | Клуб               |
| 1 | Крэйг Линч       | Вратарь               | Сент-Мартинс       |
| 2 | Патрик Рат       | Правый корнер-бэк     | Дреднотс           |
| 3 | Патрик Райлли    | Фулл-бэк              | Сент-Брайдс        |
| 4 | Кевин Карр       | Левый корнер-бэк      | Ньютаун Блюз       |
| 5 | Конал Маккивер   | Правый винг-бэк       | Клан На Гэл        |
| 6 | Джон Бингэм      | Центр-бэк             | Сент-Мэрис         |
| 7 | Даррен Маркс     | Левый винг-бэк        | Мэтток Рейнджерс   |
| 8 | Томми Дёрнин     | Полузащитник          | На Иэрхари         |
| 9 | Джеймс Стюарт    | Полузащитник          | Дандолк Гэлс       |
| 10 | Энтони Уильямс   | Правый винг-форвард   | Дреднотс           |
| 11 | Порик Смит       | Центр-форвард         | Дреднотс           |
| 12 | Беван Даффи      | Левый винг-форвард    | Сент-Фечинс        |
| 13 | Рури Мур         | Правый корнер-форвард | О’Райлис           |
| 14 | Оуэн О’Коннор    | Фулл-форвард          | Сент-Патрикс       |
| 15 | Райан Бёрнс      | Левый корнер-форвард  | Хантерстаун Роверс |
| 16 | Нил Галлахер     | Вратарь               | Кули Кикэмс        |
| 17 | Курт Мёрфи       | Запасной              | Шон О’Мэхонис      |
| 18 | Даррен Макмэхон  | Запасной              | Сент-Мохтас        |
| 19 | Кит Маклафлин    | Запасной              | Шон О’Мэхонис      |
| 20 | Джеймс Калифф    | Запасной              | Дреднотс           |
| 21 | Джим Макинини    | Запасной              | Джеральдайнс       |
| 22 | Колм Джадж       | Запасной              | Ньютаун Блюз       |
| 23 | Конор Граймс     | Запасной              | Глен Эмметс        |
| 24 | Джерард Максорли | Запасной              | Дандолк Гэлс       |
| 25 | Сэм Малрой       | Запасной              | Сент-Мартинс       |
| 26 | Деклан Бирн      | Запасной              | Сент-Мохтас        |

## Хёрлинг
Команда Лаута участвует в кубке Никки Ракарда. Команда дважды выходила в финал Кубка в 2005 и 2008 годах, проиграв финалы на Кроук Парк Лондону и Слайго. В 2016 году команда выиграла Кубок Лори Мигера, победив команду Слайго 4-15 — 4-11.

### Достижения
Всеирландские турниры
- Всеирландские чемпионы среди дублёров[англ.]: 1976, 1977
- Обладатели Кубка Лори Мигера[англ.]: 2016[англ.], 2020[англ.], 2022[англ.]

Турниры Ленстера
- Чемпионы Ленстера среди дублёров[англ.]: 1968, 1969, 1973

## Камоги
Лаут участвовал в двух всеирландских финалах 1934 и 1936 года (оба проиграл). Игру в графстве развивал брат Том Сорахан из Дарвера, а капитаном сборной Лаута по камоги была его землячка Роуз Куигли. Ведущими игроками того десятилетия были Кейтлин и Нэн Хегарти. В 1982 году Вивьен Келли завоевала приз лучшего молодого игрока года.
В 2010—2015 годах в графстве действовал план развития камоги под девизом «Наша игра, наша страсть» (англ. Our Game, Our Passion); к 2015 году планировалось в Карлоу, Каване, Лиишь, Лауте и Роскоммоне создать всего 17 новых клубов по этому виду спорта.

### Достижения
- Финалисты Всеирландского чемпионата[англ.]: 1934, 1936

## Детский спорт
В графстве Лаут детским спортом занимается организация Ógspórt Lú, которая отвечает за организацию занятий с детьми по гэльским видам спорта. Организация основана в 2007 году после консультативного процесса, который выделил необходимость в графстве создать новую систему для подготовки игроков в гэльский футбол и хёрлинг. Принципы работы организации: максимальное участие, развитие навыков и включение лучших возможностей для тренировок и практики.

## Эмблема
До 2010 года эмблемой сборной Лаута был английский щит с изображением в левом от зрителей углу названия графства на гэльском и моста Мэри Макэлис через реку Бойн. В 2010 году клуб «О’Рахалла» из Дроэды попросил убрать мост с герба, потому что мост территориально больше располагался в графстве Мит и не подходил, таким образом, графству Лаут. Эмблема всей сборной Лаута позже была изменена во избежание любой путаницы.